# Малдиви на Летњим олимпијским играма 2016.
Малдиви су на Летњим олимпијским играма у Рио де Жанеиру 2018. учествовали осми пут као самостална земља.
Споертисти Малдива су на Олимпијским играма 2016. учествовали са 4 такмичара 2 мушкарца и 2 жене коју су се такмичили у 2 спорта.
Малдивски олимпијски тим је остао у групи земаља које нису освојиле медаље на олимпијским играма. Постигнут је један национални рекорд у трчању на 100 метара у женској конкуренцији.
Заставу Малдива на свечаном отварању Олимпијских игара носила је пливачица Аминат Шаџан, а на затварању атлетичарка Афа Исмаил.

## Учесници по дисциплинама
| Спорт     | Мушкарци | Жене | Укупно |
| --------- | -------- | ---- | ------ |
| Атлетика  | 1        | 1    | 2      |
| Пливање   | 1        | 1    | 2      |
| Укупно(2) | 2        | 2    | 4      |

## Резултати

### Атлетика
Представници Малдива у атлетским такмичењима нису испинили норме за учешће на Играма, али су искористили ново правило да Национални олимпијски комитети ако немају ниједног спортисту, који је испунио норму, могу послати по једног спортисту у мушкој и женској конкуренцији, без обзира на постигнути резултат. Ово омогућава да сваки НОК има најмање два представника у атлетици на Играма.
Мушкарци
| Атлетичар Лични рекорд | Дисциплина | Предтакмичење | Предтакмичење | Групе    | Групе   | Полуфинале       | Полуфинале       | Финале           | Финале       | Детаљи |
| Атлетичар Лични рекорд | Дисциплина | Резултат      | Место         | Резултат | Место   | Резултат         | Место            | Резултат         | Место        | Детаљи |
| ---------------------- | ---------- | ------------- | ------------- | -------- | ------- | ---------------- | ---------------- | ---------------- | ------------ | ------ |
| Хасан Саид 10,33 НР    | 100 м      |               |               | 10,47    | 8 гр. 5 | Није се пласирао | Није се пласирао | Није се пласирао | 61 / 88 (89) |        |

Жене
| Атлетичарка Лични рекорд | Дисциплина | Група    | Група   | Полуфинале       | Полуфинале       | Финале           | Финале  | Детаљи |
| Атлетичарка Лични рекорд | Дисциплина | Резултат | Место   | Резултат         | Место            | Резултат         | Место   | Детаљи |
| ------------------------ | ---------- | -------- | ------- | ---------------- | ---------------- | ---------------- | ------- | ------ |
| Афа Исмаил 25,43 НР      | 800 м      | 24,96 НР | 8 гр. 1 | Није се пласирао | Није се пласирао | Није се пласирао | 65 / 72 |        |

### Пливање
По истом приципу као код атлетике Малдивски пливачи су учествовали на основу униврзалног позива ФИНА, да Национални олимпијски комитети ако немају ниједног спортисту, који је испунио норму, могу послати по једног спортисту у мушкој и женској конкуренцији, без обзира на постигнути резултат.
Мушкарци
| Пливач         | Дисциплина    | Група | Група     | Полуфинале       | Полуфинале       | Финале           | Финале     | Детаљи |
| Пливач         | Дисциплина    | Време | Пласман   | Време            | Пласман          | Време            | Пласман    | Детаљи |
| -------------- | ------------- | ----- | --------- | ---------------- | ---------------- | ---------------- | ---------- | ------ |
| Ибрахим Нишван | 50 м слободно | 26,72 | 3 у гр. 3 | Није се пласирао | Није се пласирао | Није се пласирао | 83/85 (85) |        |

Жене
| Пливач       | Дисциплина     | Група   | Група     | Полуфинале       | Полуфинале       | Финале           | Финале     | Детаљи |
| Пливач       | Дисциплина     | Време   | Пласман   | Време            | Пласман          | Време            | Пласман    | Детаљи |
| ------------ | -------------- | ------- | --------- | ---------------- | ---------------- | ---------------- | ---------- | ------ |
| Аминат Шаџан | 100 м слободно | 1:05,71 | 8 у гр. 1 | Није се пласирао | Није се пласирао | Није се пласирао | 46/46 (48) |        |

## Регеренце
1. ↑  Малдиви на званичном сајту игара, Приступљено 12. 4. 2013.
2. ↑  „Пливаћица Шаџан носи националну заставу на отварању Игара”. Архивирано из оригинала 29. 07. 2016. г. Приступљено 11. 05. 2017.
3. ↑  Носиоци заставе на затварању Игара
4. ↑  „IAAF approves entry standards for Rio 2016 Olympic Games”. Athletics Weekly. Приступљено 26. 6. 2015.
5. ↑  „Qualification System – Games of the XXXI Olympiad – Athletics” (PDF). IAAF. Приступљено 26. 6. 2016.